# Gustaf Lindström
Pour les articles homonymes, voir Lindstrom.
Ne doit pas être confondu avec Maurits Lindström.
Gustaf Lindström (27 août 1829 - 16 mai 1901) est un paléontologue suédois.

## Biographie
Il est né à Visby sur Gotland. En 1848, il entre à l'Université d'Uppsala et en 1854, il obtient son diplôme de docteur. Après avoir suivi un cours de conférences à Stockholm par Sven Lovén, il s'intéresse à la zoologie de la Baltique, et publie plusieurs articles sur la faune des invertébrés, puis sur les poissons. En 1856, il devient instituteur et, en 1858, maître au lycée de Visby.
Ses loisirs sont consacrés à des recherches sur les fossiles des roches siluriennes de Gotland, notamment les coraux, les brachiopodes, les gastéropodes dont les ptéropodes, les céphalopodes et les crustacés. Il décrit également les restes du poisson Cyathaspis de Wenlock Beds à Gotland, avec Tamerlan Thorell, un scorpion fossile Palaeophonus de Ludlow Beds à Wisby. Il détermine la véritable nature du corail operculé.
Il reçoit la médaille Murchison de la Société géologique de Londres en 1895. En 1876, il est nommé professeur et conservateur du département paléozoologique du Musée suédois d'histoire naturelle de Stockholm, où il meurt en 1901.